# 週刊はじめての初音ミク
『週刊はじめての初音ミク』（しゅうかんはじめてのはつねミク）は、林健太郎による日本の4コマ漫画。『週刊ヤングジャンプ』（集英社）にて2010年40号から2013年34号まで連載。単行本のタイトルは『むかしむかしのきょうのぼく 〜週刊はじめての初音ミク〜 』。

## 概要
ヤマハの開発した歌声合成ソフトVOCALOIDのファンサイト「mikumix」にて、林がRIN（リン）名義で発表していた4コマ漫画『実録！歌姫さん』を、週刊ヤングジャンプ向けにアレンジし、完全新作として週刊連載を開始した。
ある商店街で、初音ミク等のVOCALOID製品を購入し楽曲を制作すると、本当に自宅に初音ミクたちVOCALOIDがやってきて歌ってくれるという設定で、作中ではVOCALOIDのキャラクターだけでなく音楽制作者達も登場する。VOCALOIDたちは普段「栗ふとん店」に住み込みで働いていて、電話で歌の依頼を受けつけ、依頼されたものが依頼者の所へ行く。また、「栗ふとん店」がある商店街の人とは基本的に顔見知りで、音楽制作していない人たちとも普通に会話をする。「はじめての」というキーワードをコンセプトに構成が企画されており、初音ミクを知らない読者に向けた解説なども添えられている。また、当初は毎週一本は「GANTZ」を始めとするヤングジャンプ掲載の他作品のコラボネタとする方針となっていた。
キャラクターのデザインは、萌えを重視された上でデザインされた初音ミクの容姿が本作品では白目の三白眼で、かなり無愛想な顔立ちとなっている。これは作者の林がアメコミの影響を強く受けすぎたことから美少女キャラや萌えキャラ（いわゆる萌え絵）が描けないことに悩まされ、それらの融合によって出来上がったものである（他のVOCALOIDたちはそれなりの容姿をしている）。また、各キャラの言動も萌えというにはかなりアグレッシブかつ傍若無人である。
本作の公式テーマソングとしてDECO*27の作詞・作曲・編曲による「むかしむかしのきょうのぼく」が制作されており、林の描き下ろし原画を四次元Pとポエ山が映像化したPVも公開されている。単行本のタイトルは同曲のタイトルが起用され、『むかしむかしのきょうのぼく 〜週刊はじめての初音ミク〜 』 となっている。
単行本第一巻・第二巻には、村上たかし原作のオリジナルコラボ短編が追加された。この短編の中で「VOCALOIDは他人の作曲した歌を歌うのは上手いが、自分で歌を作ることは（鼻歌程度のものさえ）まったくできない。無理に作ろうとすると『壊れて』しまう」という欠点が明らかになった（しかし、漫画本編および公式の設定であるかどうかは不明）。

## 登場人物

### VOCALOID
初音ミク
主人公。基本設定は初音ミクを参照。
初音ミク人気に火がついた際の激務が続いた時期に、無愛想な顔立ちとなってしまった。ボーカロイドとしての性能に問題はないが、唐突にカール・ゴッチばりのプロレス技を習得するなど性格や運動能力にも変化を起こしており、ちちき曰く「ハードワークへの適応の結果」らしいが原因は不明のまま。本気を出せば以前の顔や、えびらがイラストを担当するさらに可愛い顔にもなれる。
イタズラ好きで釣りが趣味。夜には猫の覆面を被った「バッドニャン」になり、人の背中にドラゴンボールの亀マークを貼るなどイタズラじみた悪事を働いている。そのために起床時間は遅く、同棲しているメンバーと朝食を食べることはまずない。
両手を勢いよく打ち合わせる「アチョプ」という必殺技を持ち、ラジコン飛行機を粉砕したりKAITOの顔面がひしゃげるほどの破壊力を発揮する。野球のピッチングに関しては頬をかすめただけで流血させるほどの剛速球を投げられるほか、文字通りの『魔球』を投げることもできる。
連載中期から、ミクのファンである校長直々の許可を得て、さくらと同じ学校に不定期で通うようになった。
KAITO
基本設定はKAITOを参照。
最初期のVOCALOIDであり、後発のミクたちVOCALOID2が持つヘッドセットや苗字に憧れを抱いている。他人思いな性格で、ミクたちの世話に専念するために歌の仕事を断ったことさえある。本人曰く「基本暇」らしく、空いた時間で料理研究や家事をこなし、生活の中で町の人々とも接点が多い。年長かつ男同士ということもあって、レンには兄貴分的な感情を持っている。
同誌で連載されていたさんりようこの『B型H系』とのコラボネタでは彼のエロ神様が登場したが、KAITOのエロ神様を公式設定に照らすと、とんでもない事実が浮かび上がる。
MEIKO
基本設定はMEIKOを参照。
他のVOCALOIDに比べ歌の仕事（オリジナル曲）が少ないことが悩み。KAITOと同じく、ミクたちの衣装に憧れがある。
大の酒好きで、酔った勢いで豆で天井を撃ち抜いたり、鉄のフォークをボール状にして「これが本当のフォークボール」など、すさまじい怪力を発揮できる。自分のファンとイケメンにはめっぽう弱い。ミクとリンによる査定によると、胸の大きさはルカに負けているらしい。
たまにKAITOを異性として見てしまう事があり、自分でも気持ちをもてあまし気味だが、KAITO本人は全く気付いていない。
鏡音リン
基本設定は鏡音リン・レンを参照。
本人曰く、「リンありきでレン」で、よくレンに命令して振り回す。妙な発明品（というより子供の工作）を作るのが趣味。
鏡音レン
基本設定は鏡音リン・レンを参照。
流されやすい性格で、リンにはよく振り回され、ルカにはよく出鱈目を吹き込まれて騙される。2人揃って出るとラーメン、カレー、ピロシキなどの食べ物ネタが多い。リンと同じくカレーがあまり好きではない。大食いの特技を持っている。
巡音ルカ
基本設定は巡音ルカを参照。
『ファイナルファンタジーXI』に登場する武器「グラットンソード」を振り回しながらの初登場。大のゲーム好きで、歌の仕事先にまで自分のツインファミコンを持ちこむほど。格闘技観戦も好きで、レスラー川田利明の熱心なファンでもある。
イタズラ好きで、事あるごとにレンにヨタ話の嘘を吹き込むほか、作品後期では自身の容姿を利用して男性陣にイタズラを仕掛けたり、KAITOを意識してしまったMEIKOを煽ったりしている。
TONIO
Zero-G社開発の英語詞専用のVOCALOID。作中ではオペラが得意で日本語も話せる。髭を生やした外国人男性の姿をしており、栗ふとん店へ遊びに訪れている。

### P（プロデューサー）
草食獣P
本作の実質的な主人公。ミクに妙な親近感を持たれており、正月など季節の催しに呼ばれたりと他Pに比べ頭一つ抜けて仲がいい。動画サイトに投稿した楽曲は最初こそ伸び悩んだものの、ルカの日常をストーキング気味に追いかけた際に完成した曲で1万再生、最終的に10万再生も達成した。異性からフラれた経験が2回ある。P名は連載途中から曲視聴者によって命名されており、付けられた際には非常に喜んでいた。
ラブ★ベリーP
若い女性に人気のP。正体はスキンヘッドで大柄な強豪プロボクサー「ブル吉田」。練習で掻いた汗の量で歌詞を決める独特な作詞法を持つ。
そば吉P
商店街にある「みっくみくラーメン屋」の看板親父。初音ミクが発売された頃は蕎麦屋をやっていたが、ミクの無茶振りに応えて即興かつ初めて作ったラーメンが気に入られ、彼女の一言を機にラーメン屋になる。店名も本人立会いのもとでミクに因んだものに変えている。
ラーメンには「チャーシュー的なもの」と称する正体不明の具が入っているが、コマ下の編集者コメントでは、蕎麦屋の店内で即興ラーメンを作った経緯からして鴨肉ではないかと推測されていた。
閉店後に作曲に勤しむPでもあり、再生数は300程度。草食獣Pのファンの一人で、店では彼の曲を流している。長らくP名が無かったが、Track.99にて、もと蕎麦屋の経歴から「そば吉P」の名を与えられた。林の別作品である『二ツ星駆動力学研究所』でもゲスト出演している。
豆腐屋主人
商店街にある「藤沢豆腐店」の主。ラーメン屋店主とは再生数で競っているが、どんぐりの背比べ。
木村先生&山崎先生
VOCALOID好きの外科医コンビ。医者としての腕は確かで、時にVOCALOID談義や曲を歌いながら手術を成功させる。
ドリアンP
まだ少年のP。ミクの訪問に母親の順子が応対したことで、作曲していたことがバレてしまう。しかもミクはドリアンPよりも順子と仲良くなってしまった。
玄米茶P
元からヘタレだったが、MEIKOによってより男性的な何かを失い男の娘デビュー。
デコP
実在するP「DECO*27」のキャラクター。甘党で、ケーキに釣られて現れたり、弾き語り用のハーモニカホルダーにエクレアをセットして食べていたりする。
さつき が てんこもり
デコP同様に実在P（さつき が てんこもり）のキャラクター。萌えに対するこだわりが凄まじく、一線を越えそうになったがMEIKOとルカに止められた。

### その他
ちちきさん
栗ふとん店のオーナー。名前はGANTZ読みになっている。ボーカロイドの生みの親でもあり、たまに様子見やシステムチェックの為にふとん店を訪れる。
ガンツ球
「栗ふとん店」に存在する黒い球。強引に中に入る事も可能で、ミク達の隠れ場所にされたりしている。
さくら
豆腐屋の娘で女子高生。ミクとは仲がいい。商店街の喫茶店「スイス」でバイトをしている。お団子ヘアーが彼女のトレードマークなのだが、印象が強すぎて、カゼをひいた際に同じ髪型のミクが登校しても気付かれなかった。
喫茶「スイス」店主
さくらがバイトしている店の店主。PV撮影に合わせて店名と看板を変える予定を立てたがイロモノ＆パチモノだった。更には編集でお店のシーンはカットされてしまっている。「歌も作った」というセリフがあるが、それがボーカロイドを用いたものかは不明。
順子
ドリアンPの母親。思い込みが激しく、息子とミクの関係をなにか勘違いして「フランクな嫁姑を目指して」いる。
和尚
元はボツネタに登場。のちに本編でも登場。ミクと談笑するのが憩いの時間。戦後の闇市で財を成して寺を建てた豪傑らしい。
クロスマギナ後藤
草食獣Pの友人。上記の名前は同人作家時代のペンネームで本名は不明。絵の実力は高い。ナタリー・ポートマンのファン。メイド喫茶常連でもある。
不良学生
名前、年齢不詳。ミクを知らなかったばかりか、音楽プレイヤーの小ささに驚いているほど流行には疎い。
ナナちゃんの母親
上記の第一巻コラボ短編に登場。本名不明。音大卒で、毎日別の歌を作曲できる腕前の持ち主。
病で長期入院中、しかも容態は悪くなる一方で、娘ナナに対して「自分がまだ生きている証」として、毎日新曲を作って毎日ミクに歌いに行ってもらうという、かなり無茶な依頼を続けた。重態となって作曲ができなくなった際、ミクにさらに無茶な依頼をする。
マイケル村田
上記第二巻コラボ短編に登場。「日本ロック界の重鎮」とよばれるベテラン歌手。
デビュー以来一貫して「キミだけのために歌ってる」をスタンスとしており、そのスタンスはミクの憧れの的。
石原ナツキ
同じく上記第二巻コラボ短編に登場。ミクの知人の独居老女だが、いろいろなことをどんどん忘れてしまう病気に冒されてしまう。
「ずいぶん昔に、今では遠くにいるあの人が、わたしのためだけに作ってくれた宝物」と呼ぶ「わたしの心の中だけにある歌」を忘れる前に残しておきたいと、パソコン教室に通いながらDTMを学んでいる。

## 単行本
- 林健太郎 『むかしむかしのきょうのぼく 〜週刊はじめての初音ミク〜 』 集英社〈愛蔵版コミックス〉、全3巻
  1. 2011年11月18日発売 ISBN 978-4-08-782399-8
  2. 2012年8月18日発売 ISBN 978-4-08-782456-8
  3. 2013年8月20日発売 ISBN 978-4-08-782688-3